# Chata pod Chlebom

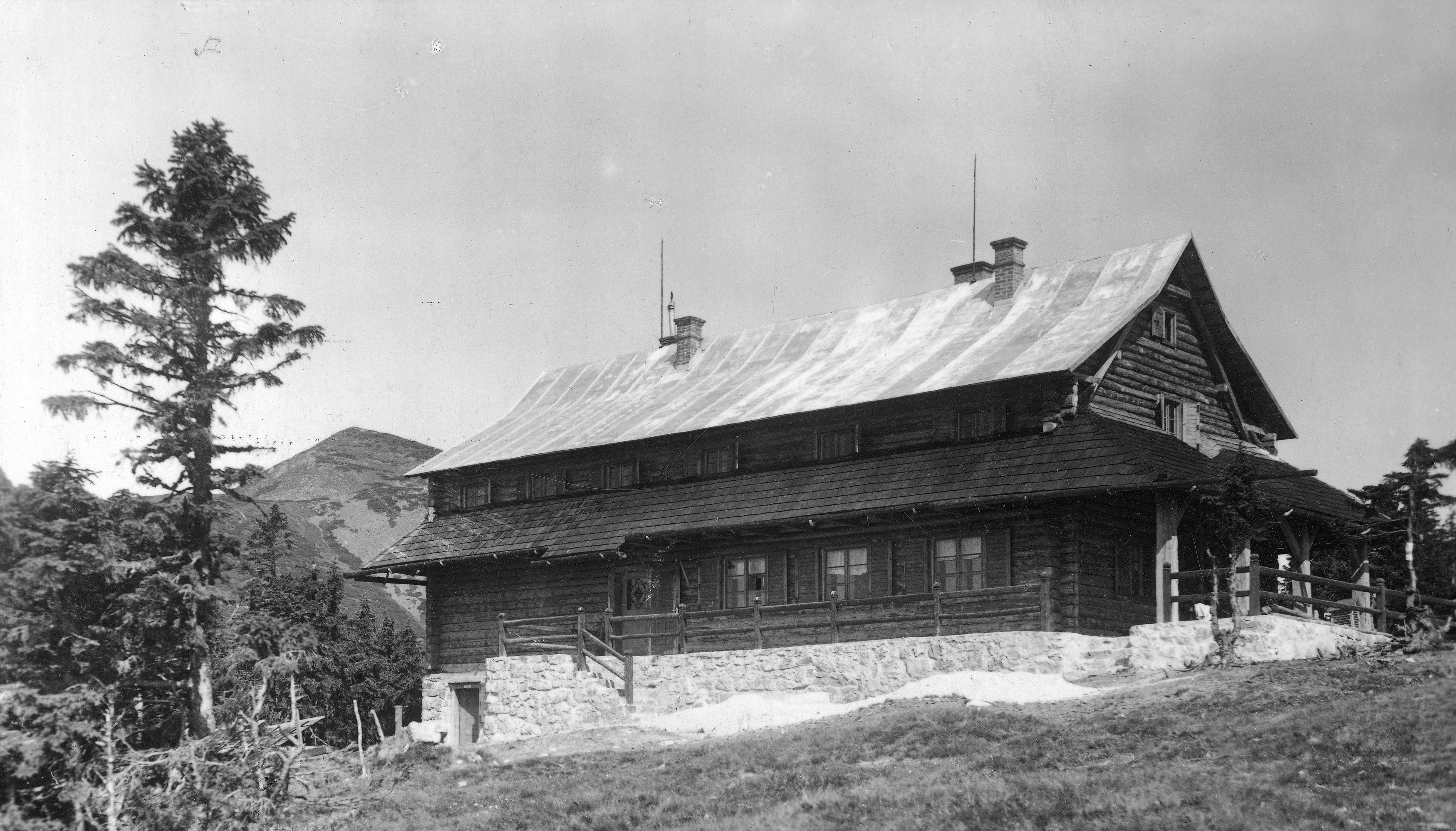
Pierwsze schronisko pod Chlebem

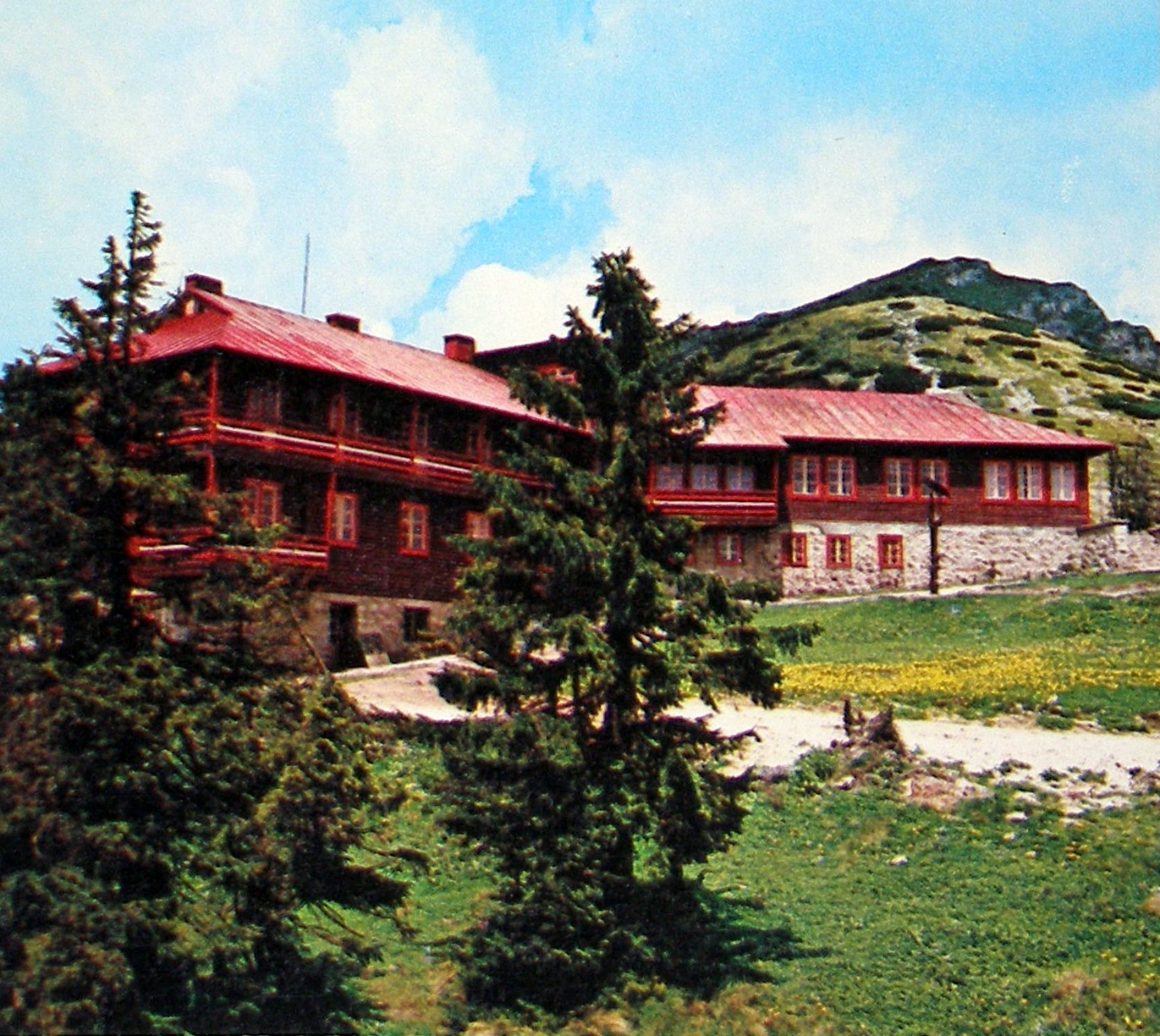
Schronisko pod Chlebem w 1972 r.

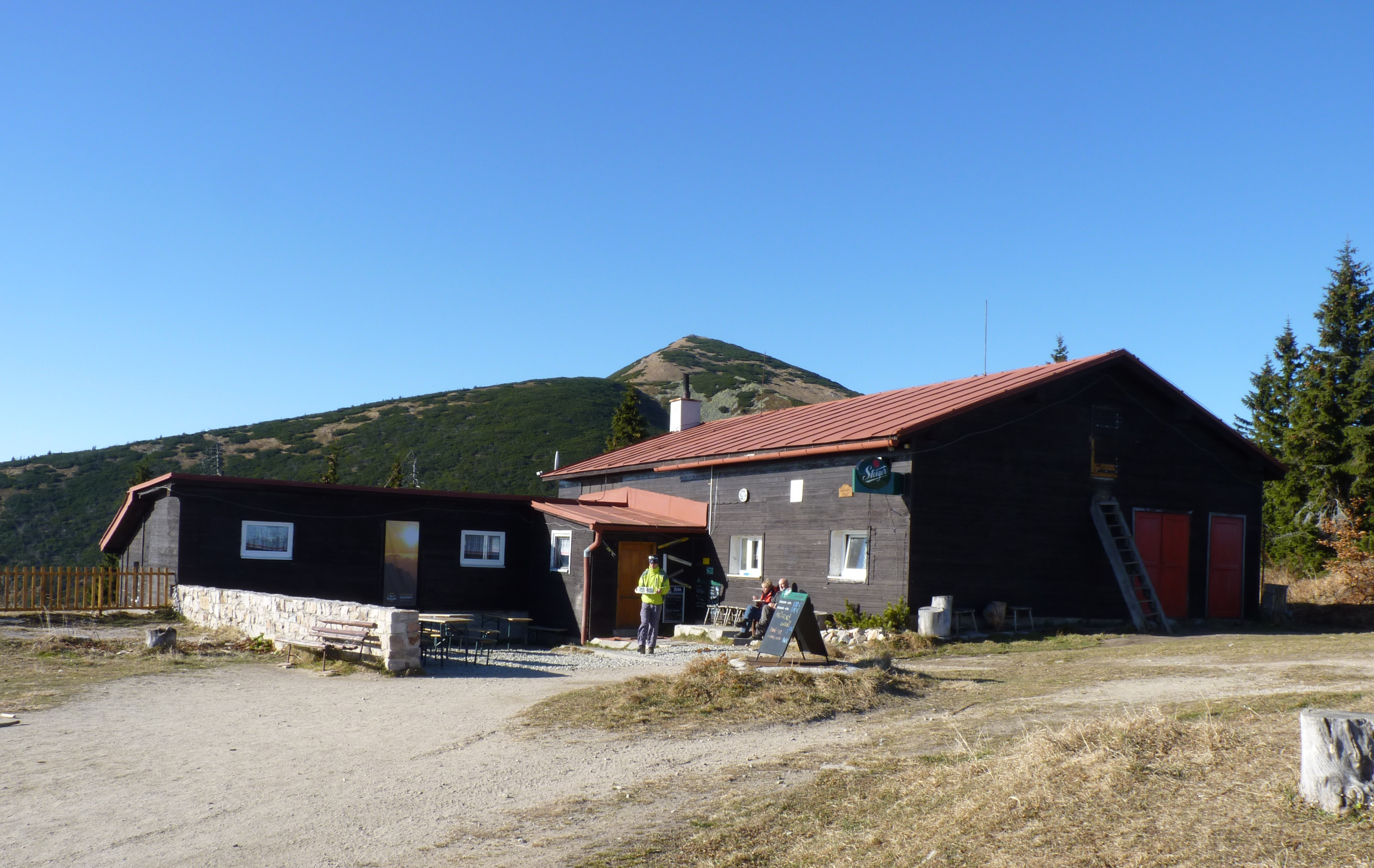
Schronisko pod Chlebem w 2011 r.

Chata pod Chlebom (pol. Schronisko pod Chlebem) – schronisko górskie w Małej Fatrze na Słowacji. Jest najwyżej położonym schroniskiem górskim w Małej Fatrze.

## Położenie
Chata znajduje się na wysokości 1423 m n.p.m., na południowym grzbiecie szczytu Chleb. Jest dogodnym punktem wypadowym na szczyty głównego grzbietu Małej Fatry i do Wodospadu Szutowskiego. Jest położona na terenie Parku Narodowego Mała Fatra. Łatwy dostęp do schroniska zapewnia kolejka gondolowa Vrátna – Chleb (od chaty Vrátna) na Snilovské sedlo. Nieopodal schroniska znajduje się wyciąg narciarski.

## Historia
Gdy w 1929 r. spłonęło czechosłowacka „chata” na Wielkiej Raczy zdecydowano, że pieniądze z polisy ubezpieczeniowej spalonego schroniska zostaną przeznaczone na budowę nowego obiektu w innym miejscu. Postanowiono wybudować schronisko w Małej Fatrze, na bocznej grani odchodzącej od Chleba – w miejscu zwanym Predná úboč, w pobliżu źródła wody – na wysokości 1414 m n.p.m.
Budowy schroniska podjął się Oddział Klubu Czechosłowackich Turystów (KČST) z Żyliny, a wśród najbardziej zaangażowanych działaczy byli M. Mlynarčík, L. Hodoval i L. Maurer. Prace rozpoczęto w maju 1930 r. Utrudniało je oddalenie placu budowy od komunikacji: wszystkie materiały transportowano Snilovską Doliną, a następnie ścieżką poprowadzoną stromym górskim zboczem, na plecach lub dwukołowymi wózkami. Pomimo nieprzychylnej pogody oraz trudnego terenu budowę ukończono jeszcze w tym samym roku. Obiekt dla pierwszych turystów otwarto tuż przed Bożym Narodzeniem, 21 grudnia 1930 r. Pierwszym najemcą był znany sportowiec Jozef Hájek z Turan nad Wagiem, który w przeszłości pracował także jako „chatar” w chacie Téryego czy w „Śląskim Domu” w Tatrach Wysokich.
Drewniana, zrębowa budowla na kamiennej podmurówce, z dachem pokrytym gontem, została zbudowana tak, aby zapewnić turystom wygodne schronienie przez cały rok. Była najwyżej usytuowanym schroniskiem Małej Fatry i jednym z najwyżej położonych tego typu obiektów w słowackich górach. Dysponowała jadalnią na 80 miejsc, 8 mansardowymi pokojami z 26 łóżkami i dwiema „zbiorówkami” w których było dalszych 38 miejsc. Mieściła łazienkę, mieszkanie najemcy, dwa pomieszczenia piwniczne (w których można było awaryjnie zorganizować noclegi dla ok. 20 osób), magazyn i budynek gospodarczy. Dysponowała wodociągiem poprowadzonym z wydajnego źródła i instalacją elektryczną z agregatu.
Schronisko było czynne przez cały rok, chociaż największym zainteresowaniem cieszyło się wśród narciarzy. Do tego stopnia, że już w latach 1933-37 r. zostało rozbudowane. Pojemność wzrosła do 42 łóżek w 14 pokojach i 52 łóżek w trzech sypialniach zbiorowych. Dobudowano drugą jadalnię i salę klubową oraz zainstalowano centralne ogrzewanie. Zmieniono także pokrycie dachu z gontowego na praktyczniejsze blaszane. „Chata pod Chlebom” była wówczas największym obiektem turystycznym wzniesionym w Czechosłowacji po I wojnie światowej.
Podczas słowackiego powstania narodowego schronisko wielokrotnie służyło różnym grupom partyzanckim. Po tym, jak pobliżu Krpeľan wysadzony został niemiecki transport, 3 listopada 1944 r. chata została spalona przez żołnierzy niemieckich podczas akcji antypartyzanckiej. Gospodarz schroniska J. Hájek i jego żona Klára mieli tylko dwie godziny na spakowanie rzeczy i wyprowadzenie się z obiektu.
Po zakończeniu wojny, dzięki otrzymaniu dotacji w wysokości 1,4 mln koron, podjęte zostały natychmiast działania zmierzające do odbudowy schroniska. Pierwsze prace budowlane rozpoczęto pod koniec lipca 1945 roku, a pod koniec roku było już postawione jedno skrzydło. Autorem projektu nowej chaty, zbudowanej na fundamentach poprzedniego budynku, był architekt Ferdynand Čapka, który zaprojektował m.in. dworzec kolejowy w Żylinie. W pierwszej kolejności wybudowano trzykondygnacyjne skrzydło zachodnie, które łącznie pomieściło sto łóżek. Wszystkie materiały niezbędne do budowy wynieśli na swoich barkach członkowie Klubu Słowackich Turystów i Narciarzy (KSTL), gdyż do chaty w dalszym ciągu nie było drogi dojazdowej. Po uzyskaniu kolejnych środków przystąpiono do budowy drugiego skrzydła. W 1947 r. zbudowano obiekt surowy, a w 1948 r. kontynuowano przebudowy wnętrza, wyposażenia i wyposażenia chaty (powstała tam m.in. także biblioteka). Najemcami schroniska zostali ponownie Jozef Hájek z małżonką.
Józef Hájek kierował chatą do 1949 roku, kiedy to w warunkach zmieniającej się gwałtownie sytuacji polityczno-ekonomicznej obiekt objęty został gospodarką uspołecznioną. Władały nim różne instytucje. Ostatnią, która w nim gospodarzyła, był „Interhotel” z Rużomberku. Obiekt był przez tę firmę uznawany za nierentowny, pomimo że często „pękał w szwach”. Przewijały się przezeń tysiące turystów, których na grzbiet Małej Fatry wywoziła uruchomiona w 1950 r. kolej krzesełkowa z Doliny Vrátnej na Snilovské sedlo.
Wieczorem 12 kwietnia 1982 r., w Poniedziałek Wielkanocny, budynek wypełniony gośćmi objął pożar. Szczęśliwie nikt nie zginął, ale ze schroniska ocalała jedynie część gospodarcza. Rużomberski „Interhotel” zainkasował odszkodowanie, ale nie odbudował schroniska. Właśnie uratowana część budynku stała się podstawą do budowy nowego obiektu, choć już nie w pierwotnej koncepcji. Ciężko doświadczone schronisko nie straciło na atrakcyjności i nadal było jednym z najczęściej odwiedzanych schronisk górskich w Małej Fatrze. W międzyczasie do schroniska zostały doprowadzone droga jezdna z Turan oraz kabel energetyczny z przełęczy Snilovské sedlo.
Ponieważ po blisko trzydziestu latach intensywnego użytkowania obiekt znajdował się w złym stanie technicznym, konieczne było przystąpienie do jego odbudowy. Kompleksowy remont schroniska odbył się w 2021 roku. Zachowany został rzut chaty i jej kształt, choć pierwotne plany były znacznie odważniejsze i przewidywały znacznie większą przebudowę, która doprowadziłaby obiekt do stanu sprzed II wojny światowej. Oponowały władze ochrony przyrody, zwłaszcza Park Narodowy. Po porozumieniu z ekologami projekt został ostatecznie dostosowany tak, aby nie zmieniał znacząco charakteru środowiska górskiego.
Rekonstrukcja chaty rozpoczęła się 1 maja 2021 roku i zakończyła się 30 listopada 2021 roku. W rekordowo krótkim czasie, w skomplikowanym, wysokogórskim terenie, dokonano całkowitej przebudowy chaty. Znacząco dopomogła w tym możliwość transportu materiałów drogą z Turan lub koleją linową z Doliny Vrátnej na Snilovské sedlo. Z powodu złego stanu konstrukcji nośnych ponad połowa budynku została rozebrana i zbudowana całkowicie od nowa. Przy jej budowie zastosowano szereg rozwiązań proekologicznych. Po przebudowie baza noclegowa uległa zmniejszeniu, obecnie oferuje turystom dwa pokoje 9-osobowe, jeden pokój 5-osobowy, a także poddasze przystosowane do spania grupowego na materacach na podłodze. Poziom schroniska można porównać z tym znanym z dobrych obiektów alpejskich.
Ślady fundamentów dawnego schroniska są widoczne do dziś tuż obok nowego obiektu.

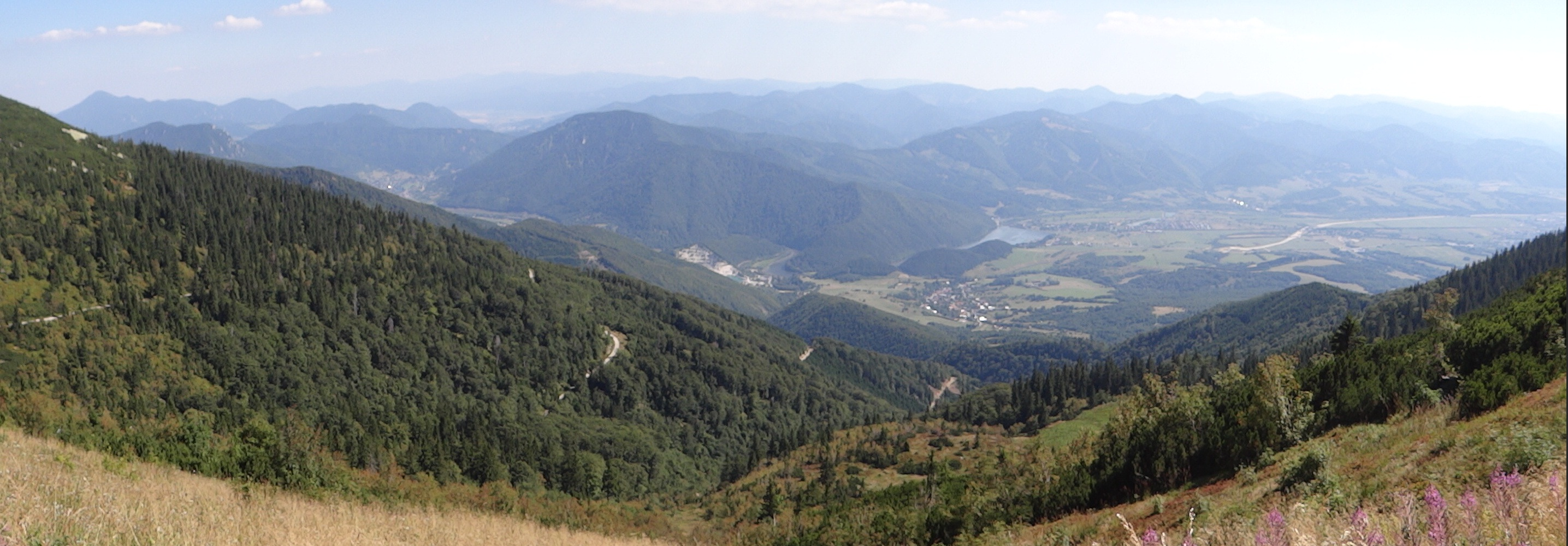
Panorama widokowa z okolic Chaty pod Chlebom

## Opis schroniska
Schronisko ma bufet oraz trzy pokoje noclegowe, których nazwy pochodzą od nazw szczytów widocznych z ich okien: Magura, Krywań i Chleb. W 2022 cena 1 noclegu wynosiła 25 euro. Do dyspozycji toalety, łazienki i prysznice. Przed schroniskiem znajdują się stoły i ławki. Rozciąga się stąd rozległa panorama obejmująca Kotlinę Turczańską, Wielką Fatrę i Małą Fatrę Luczańską.

## Szlaki turystyczne
Šútovo –   Hlásna skala – Čierťaž – Chata pod Chlebom. Czas przejścia: 3:25 h (↓ 2:20 h)
  chata Vrátna – Snilovské sedlo – Chata pod Chlebom. Czas przejścia: 2:15 h (↓ 1:35 h)
  Šútovo – Šútovský vodopád – Mojžišove pramene – rozdroże Kopiská – Chata pod Chlebom. Czas przejścia: 4.05 h
  Chata pod Chlebom – Sedlo za Hromovým. Czas przejścia: 40 min (↓ 30 min)